# مارماهیان خاردار
مارماهیان خاردار (نام علمی: Mastacembelidae) نام یک تیره از راسته مارماهی‌سانان باتلاقی است.